# روبرت إم. يونغ
روبرت إم. يونغ (بالإنجليزية: Robert M. Young)‏ هو معالج نفسي ومؤرخ أمريكي، ولد في 26 سبتمبر 1935، وتوفي في 5 يوليو 2019.